# Población de Campos (kommunhuvudort)
Población de Campos är en kommunhuvudort i Spanien.   Den ligger i provinsen Provincia de Palencia och regionen Kastilien och Leon, i den norra delen av landet, 210 km norr om huvudstaden Madrid. Población de Campos ligger 782 meter över havet och antalet invånare är 173.
Terrängen runt Población de Campos är platt. Runt Población de Campos är det mycket glesbefolkat, med 7 invånare per kvadratkilometer. Närmaste större samhälle är Frómista, 3,5 km öster om Población de Campos. Trakten runt Población de Campos består till största delen av jordbruksmark.